# Hippopsicon montanum
Hippopsicon montanum är en skalbaggsart som beskrevs av Reé Michel Quentin och Jean François Villiers 1981. Hippopsicon montanum ingår i släktet Hippopsicon och familjen långhorningar. Inga underarter finns listade i Catalogue of Life.